# Тиркашева, Мукаддас Бахромовна
Мукаддас Бахромовна Тиркашева (узб. Mukaddas Baxromovna Tirkasheva; род.1 ноября 1974 года; Джизакский район, Джизакская область, УзССР, СССР) — узбеккий политический деятель, преподаватель биологии. Депутат Законодательной палаты Олий Мажлиса Республики Узбекистан. Член комитета Законодательной палаты Олий Мажлиса Республики Узбекистан по международным делам и межпарламентским связям. Член Экологической партии Узбекистана. Кандидат биологических наук, доцент. Заведующая кафедрой «Экология и охрана окружающей среды» Джизакского политехнического института.

## Биография
Тиркашева Мукаддас Бахромовна родилась 1 ноября 1974 года в Джизакском районе Джизакской области. В 1995 году окончила Джизакский государственный педагогический университет, получив высшее образование по специальности биолог. В 1995 году начала преподавать в лицее-интернате одаренных учащихся при Джизакском государственном педагогическом университете. С 2001 по 2003 год работала ассистентом кафедры «Химическая технология», затем старшим преподавателем, позже, заведующей кафедрой «Инженерные коммуникации и охрана окружающей среды» Джизакского политехнического института.
Начиная с 2013 года заведующая кафедрой «Экология и охрана окружающей среды» Джизакского политехнического института.